# Tutrakan
Tutrakan (en bulgare Тутракан, en turc Turtukaya , transcrit parfois Turtukaïa ou Turtucaia en français selon les noms turc ou roumain) est une ville du nord-est de la Bulgarie, sur la rive sud du Danube, en Dobroudja, plateau fertile partagé entre la Bulgarie (où il est également nommé Ludogorie) et la Roumanie.

## Histoire
Tutrakan a été fondée autour de l'an 30, sous le nom de Transmarisca : c'était déjà à l'époque une forteresse importante de la province romaine de Mésie. Elle fut commandée par Dioclétien (284-305). Avec la romanisation des Thraces, le nom de la ville évolue en Trãnsmãr (attesté durant le règne de l'empereur byzantin Justinien au VIe siècle) puis, avec l'arrivée des Slaves et Proto-Bulgares et l'établissement du Premier Empire bulgare, en Tmoutarakan (Тмутаракан en bulgare), mais la ville apparaît aussi sous les noms de Tatkrakam (Таткракам), Torkan (Торкан), Dourakam (Дуракам), Diraka (Дирака), Dirkana (Диркана) ou Toukvant (Туквант).
Disputée du Xe au XIVe siècle entre le tsar bulgare Siméon Ier, les Byzantins (avant 679 et de 917 à 1186), les Pétchénègues, les Coumans, les Tatars (en 1224), les Alains, le despotat de Dobrogée, la Valachie et les Génois, pour finir par tomber aux mains des Turcs en 1388, Tutrakan, que les Ottomans appellent Turtukai ou Turtukaya, devient une place fortifiée du Ton ili : province ottomane du Danube gouvernant toute la rive méridionale (droite) frontalière du fleuve entre Belgrade et Tutrakan incluses. Pendant la Guerre russo-turque de 1787-1792, Tutrakan est prise par l'armée russe du général Souvorov que les chrétiens de la ville (Bulgares, Gagaouzes, Valaques ou Arméniens) accueillent en libératrice, tandis que les musulmans, Turcs ou Tatars, restent fidèles à la « Sublime Porte » et combattent les Russes. Au terme de la Guerre russo-turque de 1877-1878, Tutrakan est cédée par les Turcs à la Bulgarie au Traité de Berlin (1878).
La ville passe ensuite sous juridiction roumaine en 1913, conformément au traité de Bucarest qui met un terme à la Deuxième Guerre balkanique (que la Bulgarie a perdue). L'amitié entre Bulgares et Roumains (qui avaient combattu côte à côte avec les Russes pendant la guerre d'indépendance de la Bulgarie) vole alors en éclats. Pendant la Première Guerre mondiale, en 1916, la bataille de Tutrakan oppose ici, autour de la forteresse, les armées bulgare du général Penteleï Kisselov et roumaine du gouverneur Constantin Teodorescu : la première, soutenue et organisée par la logistique allemande d'August von Mackensen, est facilement victorieuse de la seconde, commandée par téléphone depuis le confortable Cercle militaire de Bucarest par le général Mihai Aslan. Le massacre des blessés roumains à la baïonnette sur ordre de Panteleï Kisselov scelle pour longtemps une défiance réciproque entre les deux nations voisines. Au terme de la guerre, Tutrakan revient à la Roumanie.
Tutrakan est pacifiquement réintégrée à la Bulgarie en 1940 par le traité de Craïova. Les armées soviétiques des généraux Rodion Malinovski et Fiodor Tolboukhine y pénètrent en septembre 1944 et la Bulgarie, comme la Roumanie, quitte l'Axe pour rejoindre les Alliés (contre lesquels elle n'avait cependant pas été en guerre, même si elle s'était agrandie aux dépens de ses voisins yougoslaves et grecs).

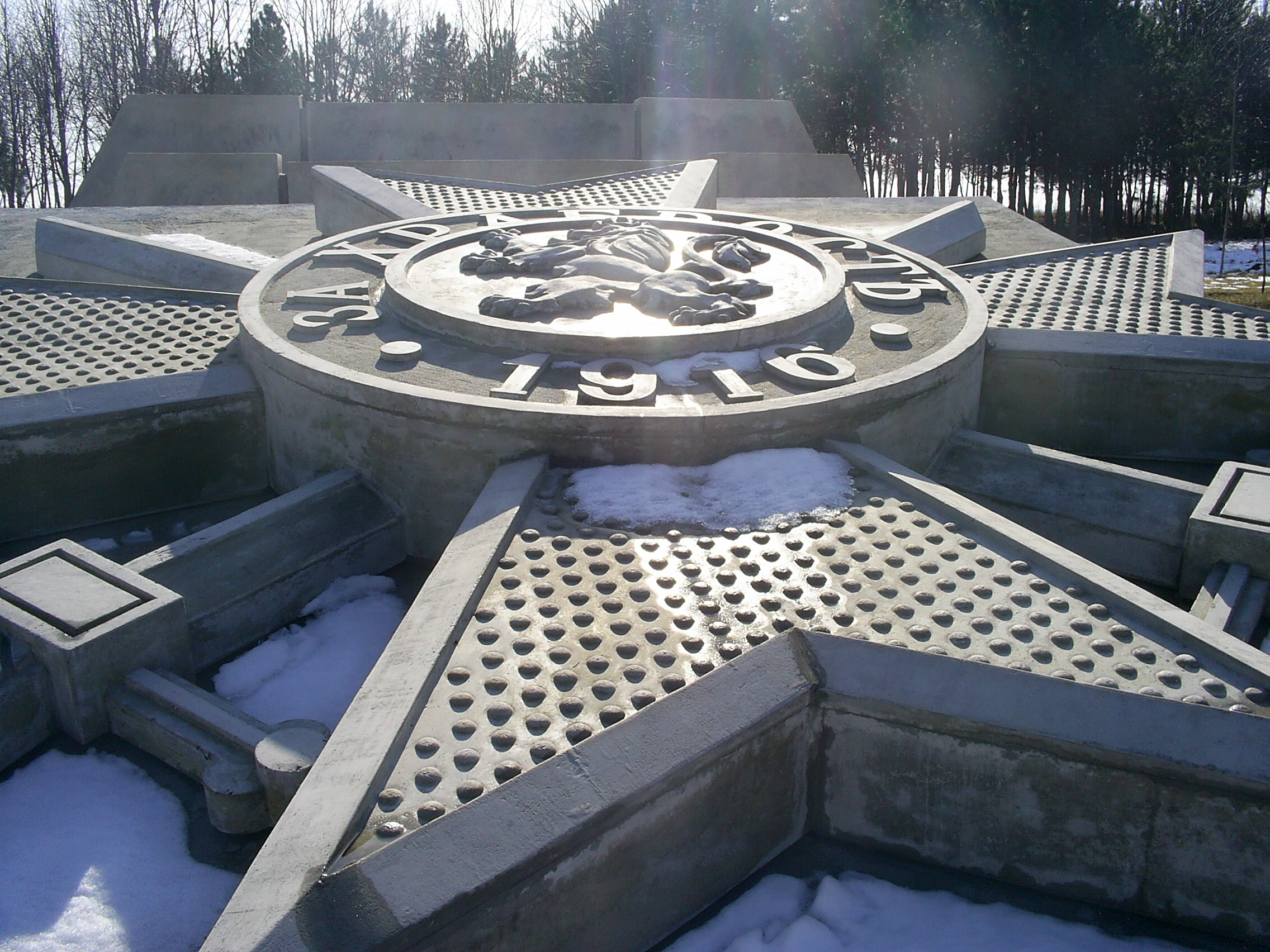
Le mémorial de la victoire de 1916
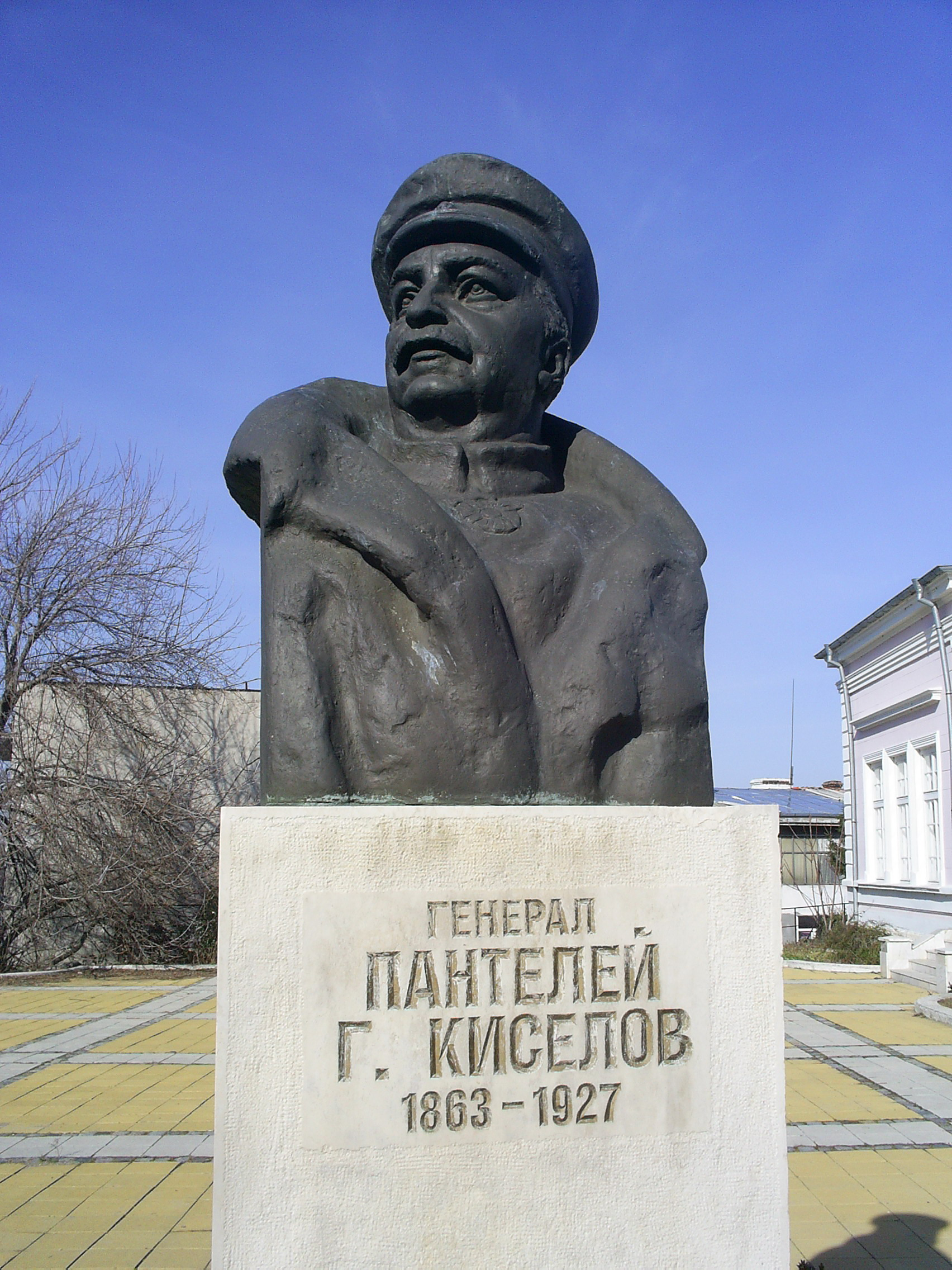
Buste du général Panteleï Kisselov
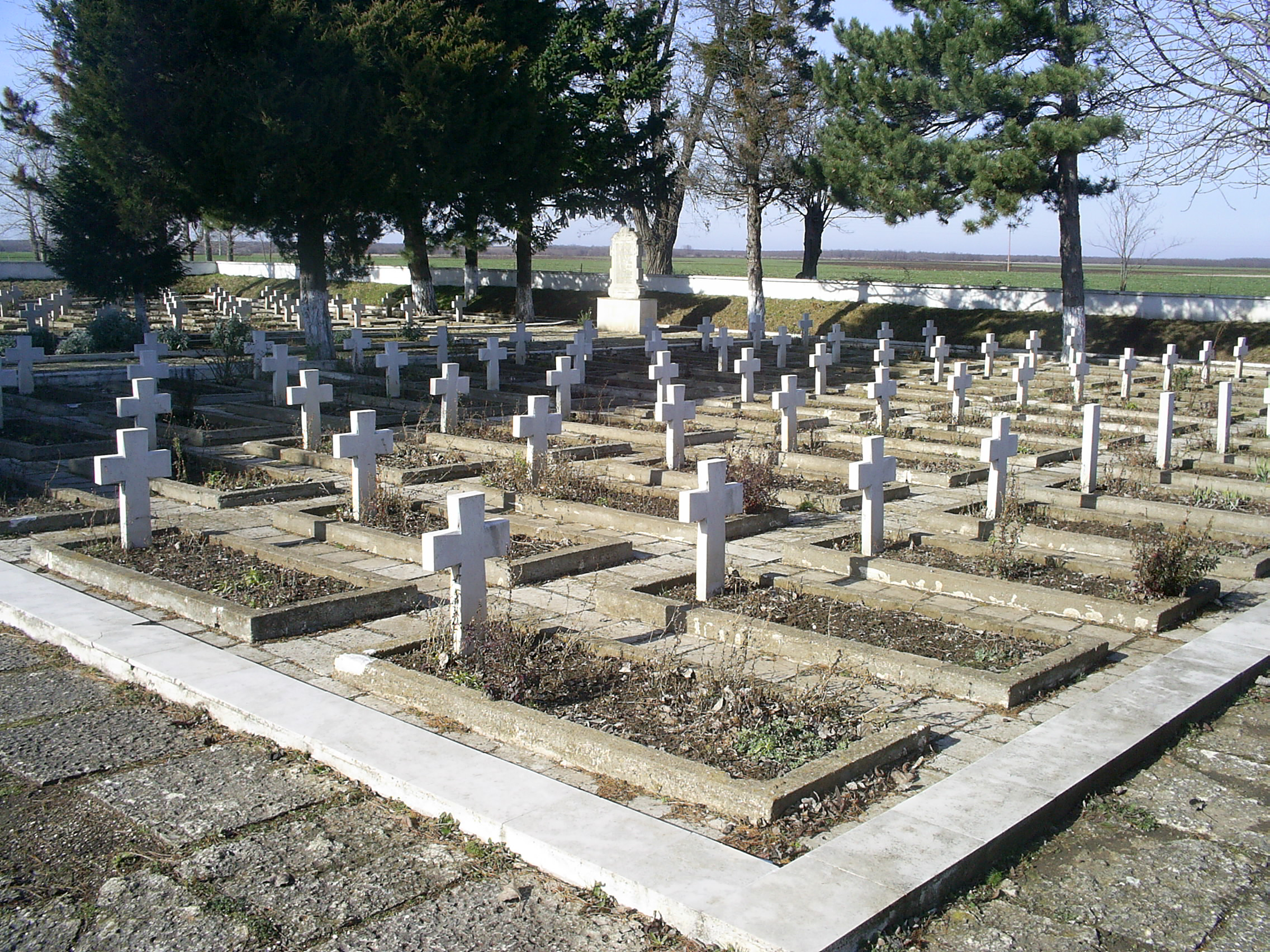
Cimetière militaire bulgare

## Démographie
Au recensement roumain de 1930, la ville compte 11.175 habitants dont 6.871 Roumains, 2.591 Turcs et Tatars, et 1.358 Bulgares, le reste se partageant entre des Gagaouzes, des Grecs, des Juifs, des Arméniens et des Roms.
Au recensement bulgare de 2011, Tutrakan affiche 8.641 habitants dont 74,1 % sont Bulgares, 19,1 % Turcs, 2,7 % Roms et 4,2 % autres.

## Note
1. ↑  Institut national de la statistique, Bulgarie, 31.12.2008
2. ↑  Recensământul general al populației României du 29 décembre 1930, Vol. II, pp. 186-187.
3. ↑  -Institut national de Statistique de Bulgarie, consulté le 15 octobre 2013.